# Lucjan Rydel (okulista)

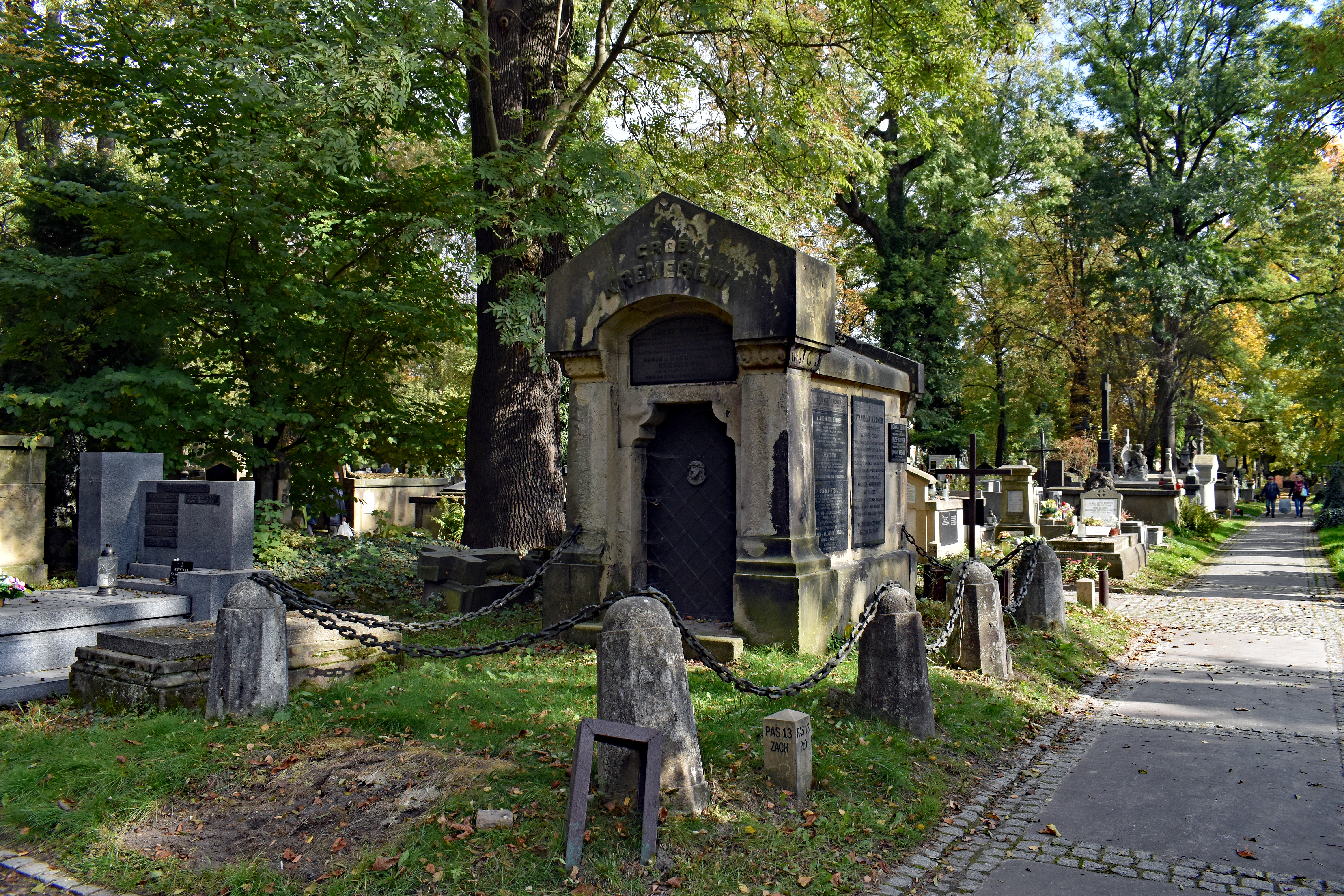
Grobowiec Kremerów na cmentarzu Rakowickim. Miejsce spoczynku Lucjana Rydla

Lucjan Andrzej Rydel (ur. 17 listopada 1833 w Strzelcach Wielkich, zm. 27 kwietnia 1895 w Krakowie), polski lekarz okulista, profesor i rektor Uniwersytetu Jagiellońskiego.

## Życiorys
Był synem ziemianina Bonawentury Rydla i Joanny z Woytawskich. Ukończył gimnazjum w Tarnowie, w latach 1852‒1853 studiował medycynę na Uniwersytecie Jagiellońskim, następnie na Uniwersytecie Wiedeńskim, gdzie w 1859 otrzymał tytuł doktora medycyny, a w 1861 chirurgii. Uzyskał specjalizację w dziedzinie okulistyki, był m.in. asystentem w klinice oftamologicznej u Ferdinanda Arlta. W kwietniu 1866 habilitował się na Uniwersytecie Jagiellońskim z okulistyki i podjął jako docent wykłady na tej uczelni; w 1870 został profesorem zwyczajnym i kierownikiem Katedry i Kliniki Okulistycznej. Trzykrotnie pełnił funkcję dziekana Wydziału Lekarskiego (1875/1876, 1877/1878, 1882/1883), w roku akademickim 1884/1885 był rektorem. Miał opinię znakomitego wykładowcy; wykształcił grupę znanych okulistów, m.in. Adama Langiego (który został jego zięciem), Franciszka Sroczyńskiego, Karola Brudzewskiego.
Był członkiem nadzwyczajnym Akademii Umiejętności w Krakowie, członkiem honorowym Poznańskiego Towarzystwa Przyjaciół Nauk, członkiem Krakowskiego Towarzystwa Lekarskiego. Wskutek ciężkiego zapalenia płuc, które przebył na przełomie 1894 i 1895, ograniczył pracę zawodową (w klinice zastępował go Ludwik Rydygier); wkrótce zmarł po nawrocie choroby, został pochowany na cmentarzu Rakowickim w Krakowie (pas 13 płd. grobowiec Rydlów i Kremerów).
W latach 1867–1871 redagował „Przegląd Lekarski”. Przyczynił się do rozwoju kliniki uniwersyteckiej (osiągnęła liczbę 24 łóżek), operacje prowadził również w szpitalu żydowskim w Krakowie. Opublikował ponad 70 prac, głównie na łamach „Przeglądu Lekarskiego” (m.in. O zaćmie warstwowej, Nowe sposoby operowania katarakty. Powrót do cięcia płatowego, Spostrzeżenia nad jaskrą, O leczeniu oderwania siatkówki za pomocą operacji). Część prac ogłosił w języku niemieckim.
Pod koniec XIX w. prof. Rydel wynalazł słynne krople do oczu, znane powszechnie pod nazwą „wody profesora Rydla”. Do podawania tego specyfiku uczony zalecał stosowanie mało jeszcze wtedy rozpowszechnionej pipetki, dla której wymyślił polską nazwę „zakraplacz”. Termin ten był początkowo ostro krytykowany przez prof. Lucjana Malinowskiego, dowodzącego, że nazwa ta nie jest zgodna z zasadami języka polskiego.
Z małżeństwa z Heleną, córką Józefa Kremera, miał czterech synów: Adama (neurologa), Lucjana (poetę) i zmarłych młodo Mieczysława i Stanisława oraz dwie córki: Helenę (żonę Adama Langiego) i Annę (pielęgniarkę, pedagoga pielęgniarstwa).